# ميغيل روميرو (محامي)
ميغيل روميرو (بالإنجليزية: Miguel Romero)‏ هو محامي أمريكي، ولد في 17 فبراير 1970 في سان خوان في الولايات المتحدة.